# Hugo Houle
Hugo Houle (Sainte-Perpétue, 27 settembre 1990) è un ciclista su strada canadese che corre per il team Israel-Premier Tech. 
Professionista dal 2011, ha vinto la prova a cronometro ai Giochi panamericani 2015, ed una tappa al Tour de France 2022.

## Biografia
Nato a Sainte-Perpétue, nel Quebec, a 10 anni Houle si avvicina inizialmente al triathlon, insieme a suo fratello, prima di dedicarsi al ciclismo all'età di 16 anni.

## Carriera

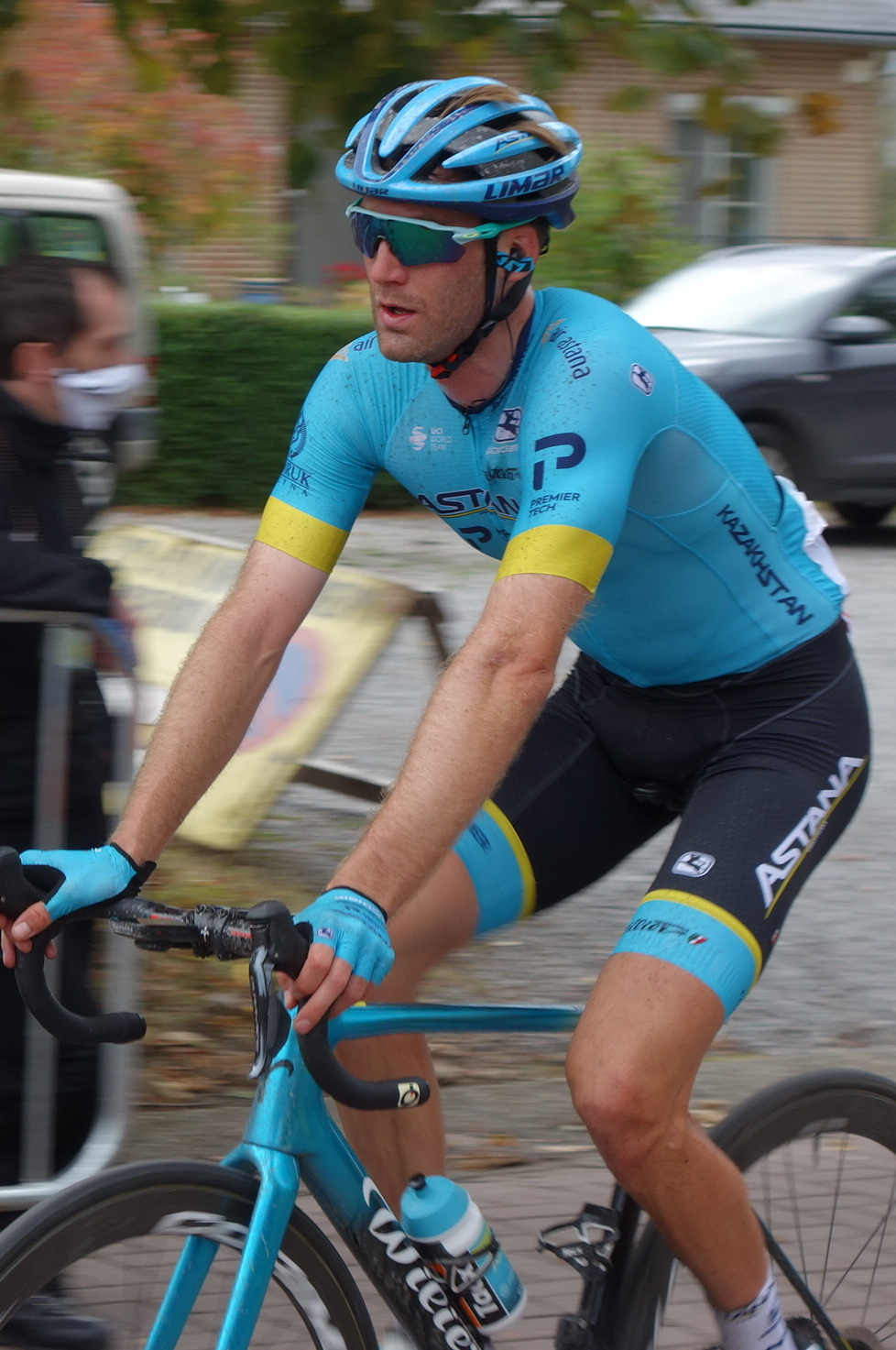
Hugo Houle in maglia Astana alla Freccia Vallone 2020.

Dopo aver terminato gli studi, firma il suo primo contratto da professionista con il team canadese SpiderTech–C10. Con questa squadra, nel 2012 Houle vince la classifica generale del Tour de Québec. Sempre nel 2012 conclude in terza posizione i Campionati nazionali canadesi a cronometro, oltre a finire quarto nella gara in linea under 23 ai Campionati del mondo su strada.
Nello stesso anno, alla fine della stagione, la squadra SpiderTech–C10 si scioglie e Houle è passa alla squadra professionistica francese Ag2r–La Mondiale. Durante questo periodo, gareggia due volte al Giro d'Italia e una volta alla Vuelta a España. Ha anche vinto la cronometro ai Giochi Panamericani e ai campionati nazionali canadesi di cronometro nel 2015. Nel 2016, in occasione delle Olimpiadi a Rio de Janeiro, viene convocato nella squadra canadese.
Nel 2018 Houle firma per l'Astana con la quale partecipa al suo primo Tour de France nel 2019. Nel settembre dello stesso anno prolunga il suo contratto con l'Astana fino al 2022. Nel 2020 prende parte alle Olimpiadi di Tokyo.
Nel 2022 Houle firma per la squadra Israel-Premier Tech con un contratto di tre anni; partecipa in seguito nel luglio 2022, al Tour de France, vincendo la 16ª tappa.

## Palmarès
- 2010

Campionati canadesi, Prova a cronometro Under-23
- 2011 (SpiderTech-Planet Energy)

Campionati canadesi, Prova a cronometro Under-23
Campionati canadesi, Prova in linea Under-23
- 2012 (SpiderTech powered by C10)

Campionati canadesi, Prova a cronometro Under-23
3ª tappa Tour de Québec (Québec, cronometro)
Classifica generale Tour de Québec
- 2015 (AG2R La Mondiale, due vittorie)

Campionati canadesi, Prova a cronometro
Giochi panamericani, Prova a cronometro
- 2021 (Astana-Premier Tech, una vittoria)

Campionati canadesi, Prova a cronometro
- 2022 (Israel-Premier Tech)

16ª tappa Tour de France, (Carcassonne > Foix)

### Altri successi
- 2012 (SpiderTech powered by C10)

Classifica scalatori Coupe des Nations Ville de Saguenay
Classifica giovani Tour de Beauce

## Piazzamenti

### Grandi Giri
- Giro d'Italia

2015: 113º
2016: 72º
2025: 62º
- Tour de France

2019: 91º
2020: 47º
2021: 66º
2022: 23º
2023: 38º
2024: 50º
- Vuelta a España

2017: 115º

### Classiche monumento
- Milano-Sanremo

2013: ritirato
2014: 114º
2016: 121º
2017: 84º
2023: 65º
2024: 77º
- Giro delle Fiandre

2013: 108º
2014: ritirato
2015: 94º
2016: 111º
2017: 103º
2018: 59º
2019: 85º
2020: 44º
2021: 78º
2023: 66º
2024: ritirato
- Parigi-Roubaix

2013: ritirato
2014: 142º
2015: ritirato
2016: 111º
2017: 63º
2018: 84º
2019: 77º
2021: ritirato
- Liegi-Bastogne-Liegi

2018: 131º
2020: 47º
2021: ritirato
2022: 52º
- Giro di Lombardia

2019: ritirato
2023: ritirato

### Competizioni mondiali
- Campionati del mondo

Città del Capo 2008 - Cronometro Juniores: 38º
Città del Capo 2008 - In linea Juniores: 112º
Melbourne 2010 - Cronometro Under-23: 32º
Melbourne 2010 - In linea Under-23: 93º
Copenhagen 2011 - Cronometro Under-23: 26º
Limburgo 2012 - Cronometro Under-23: 13º
Limburgo 2012 - In linea Under-23: 4º
Toscana 2013 - Cronosquadre: 24º
Richmond 2015 - Cronosquadre: 14º
Richmond 2015 - Cronometro Elite: 25º
Richmond 2015 - In linea Elite: ritirato
Doha 2016 - Cronosquadre: 11º
Doha 2016 - Cronometro Elite: 29º
Doha 2016 - In linea Elite: ritirato
Bergen 2017 - Cronometro Elite: 29º
Bergen 2017 - In linea Elite: 81º
Innsbruck 2018 - Cronosquadre: 10º
Innsbruck 2018 - Cronometro Elite: 32º
Innsbruck 2018 - In linea Elite: ritirato
Yorkshire 2019 - Cronometro Elite: 27º
Yorkshire 2019 - In linea Elite: ritirato
Imola 2020 - Cronometro Elite: non partito
Imola 2020 - In linea Elite: 61º
Fiandre 2021 - Cronometro Elite: 20º
Fiandre 2021 - In linea Elite: ritirato
Glasgow 2023 - In linea Elite: ritirato
- Giochi olimpici

Rio de Janeiro 2016 - In linea: ritirato
Rio de Janeiro 2016 - Cronometro: 21º
Tokyo 2020 - In linea: 85º
Tokyo 2020 - Cronometro: 13º